# Methode van Janda
De methode van Janda is een revalidatiemethode die door de Tsjechische arts Vladimír Janda is opgesteld. Voor sporters is het minder geschikt, omdat er veel kennis van de spieren nodig is. Ook heeft men altijd een partner nodig, want het is een passieve methode. Een gevaar bij deze methode is dat de ‘grens’ gemakkelijk wordt overschreden, waardoor blessures kunnen ontstaan.
De methode van Janda ziet er als volgt uit:
- De spier wordt 6 tot 8 seconden licht gerekt.
- Daarna wordt er ongeveer 3 seconden ontspannen.
- Vervolgens wordt de spier weer 6 tot 8 seconden gerekt, maar nu tot aan de pijngrens.

Dit wordt ongeveer 2 of 3 keer herhaald.